# OT-75ロケット
OT-75ロケットとは東京大学生産技術研究所SR研究班（現宇宙科学研究所）が開発した観測ロケットである。

## 概要
鹿児島宇宙空間観測所（現内之浦宇宙空間観測所）における打ち上げ手順の確認を行う目的で開発された直径75mmの単段式固体燃料ロケットである。 "OT" は "Operating Test" の略。1962年2月2日、鹿児島宇宙空間観測所の起工式において1号機が打ち上げられ、鹿児島で打ち上げられた初めての観測ロケットとなった。
0T-76 や OT-75S といった表記である場合もある。

## 飛翔実績
| 番号  | 飛翔日 | 飛翔日  | 到達高度 | 実験内容                                   |
| ----- | ------ | ------- | -------- | ------------------------------------------ |
| 1号機 | 1962年 | 2月2日  | 3km      | 実験場の特性調査                           |
| 2号機 | 1962年 | 8月21日 | -        | 実験場の特性調査、発射作業・光学観測の検討 |

## 関連事項
- 観測ロケット
- 宇宙科学研究所
  - 内之浦宇宙空間観測所
  - カッパロケット